# Hans Wolter
Pour les articles homonymes, voir Wolter.
Hans Wolter, né le 11 mai 1911 à Dramburg, en province de Poméranie, et mort le 17 août 1978 à Marbourg, était un physicien allemand qui a conçu un système aplanétique de miroirs à incidence rasante qui satisfaisait la condition sinus d'Abbe (c'est-à-dire sans aberration sphérique ni coma). Wolter a montré qu'un tel système pouvait être produit en utilisant une combinaison d'un paraboloïde avec un hyperboloïde ou un ellipsoïde secondaire. Les trois conceptions les plus simples sont décrites et sont connues sous le nom de télescopes Wolter de types I, II et III.